# Kalchas
Kalchas – obok Mopsosa i Tejrezjasza jeden z najsłynniejszych wieszczów greckich, słynący z wróżenia z lotu ptaków.
Był synem Testora, potomkiem Apollona. Towarzyszył wojskom Achajów w wyprawie przeciw Troi. Znanych jest kilka jego przepowiedni:
- Kiedy Achajowie składali ofiarę bogom przed rozpoczęciem oblężenia Ilionu, spod ołtarza wypełzł wąż, wspiął się na pobliskie drzewo i pożarł znajdujące się w gnieździe osiem piskląt i ich matkę. Następnie wąż zamienił się w kamień. Kalchas trafnie zinterpretował to wydarzenie jako znak od Zeusa. Zapowiadał on, że Achajowie będą bezskutecznie oblegać mury Troi przez dziewięć lat i zdobędą je dopiero w dziesiątym roku.
- Przepowiedział Agamemnonowi, że żadne okręty wojenne nie będą mogły wypłynąć do Troi, dopóki nie uśmierzy gniewu Artemidy. W tym celu polecił złożyć w ofierze córkę Agamemnona, Ifigenię.
- Potrafił wyjaśnić, dlaczego w dziesiątym roku oblężenia na Achajów spadła zaraza. Okazało się, że zesłał ją Apollon, na prośbę swojego kapłana, Chryzesa, któremu Agamemnon porwał córkę, Chryzejdę. Jedynym wyjściem było oddanie porwanej ojcu.
- Przepowiedział również, że mury Troi pozostaną niezdobyte tak długo, jak w trojańskiej świątyni Ateny będzie znajdował się Palladion. Posążek został ukradziony przez Diomedesa i Odyseusza.
- Jego mniej znane przepowiednie mówiły o tym, że do zwycięstwa nad Troją konieczna jest przy oblężeniu obecność dwóch wojowników: Achillesa i Filokteta.

Kalchas przepowiedział sam sobie, że umrze dopiero wtedy, gdy spotka wieszcza mądrzejszego od siebie. Pokonany został w sztuce wieszczenia dopiero przez Mopsosa, wnuka Terezjasza. Zobaczywszy maciorę, która się prosiła, starali się przewidzieć, ile urodzi prosiąt. Kalchas przewidział narodziny ośmiu, Mopsos - dziewięciu. Kiedy okazało się, że rację ma ten drugi, Kalchas umarł ze zmartwienia. Świątynia poświęcona Kalchasowi znajdowała się w Apulii, gdzie wyznawcy we śnie usyskiwali wyrok wyroczni.